# Lanquetot
Lanquetot és un municipi francès situat al departament del Sena Marítim i a la regió de Normandia. L'any 2007 tenia 1.009 habitants.

## Demografia

### Població
El 2007 la població de fet de Lanquetot era de 1.009 persones. Hi havia 394 famílies de les quals 72 eren unipersonals (28 homes vivint sols i 44 dones vivint soles), 155 parelles sense fills, 155 parelles amb fills i 12 famílies monoparentals amb fills.
La població ha evolucionat segons el següent gràfic:
Habitants censats

### Habitatges
El 2007 hi havia 406 habitatges, 397 eren l'habitatge principal de la família, 2 eren segones residències i 7 estaven desocupats. 401 eren cases i 4 eren apartaments. Dels 397 habitatges principals, 337 estaven ocupats pels seus propietaris, 54 estaven llogats i ocupats pels llogaters i 6 estaven cedits a títol gratuït; 15 tenien dues cambres, 69 en tenien tres, 141 en tenien quatre i 172 en tenien cinc o més. 345 habitatges disposaven pel capbaix d'una plaça de pàrquing. A 160 habitatges hi havia un automòbil i a 207 n'hi havia dos o més.

### Piràmide de població
La piràmide de població per edats i sexe el 2009 era:
| Homes | Edats   | Dones |
| ----- | ------- | ----- |
| 0     | 95 o +  | 0     |
| 0     | 90 a 94 | 8     |
| 4     | 85 a 89 | 4     |
| 0     | 80 a 84 | 4     |
| 16    | 75 a 79 | 4     |
| 20    | 70 a 74 | 24    |
| 24    | 65 a 69 | 20    |
| 28    | 60 a 64 | 40    |
| 20    | 55 a 59 | 24    |
| 60    | 50 a 54 | 68    |
| 48    | 45 a 49 | 40    |
| 20    | 40 a 44 | 40    |
| 28    | 35 a 39 | 20    |
| 52    | 30 a 34 | 28    |
| 36    | 25 a 29 | 36    |
| 16    | 20 a 24 | 20    |
| 52    | 15 a 19 | 28    |
| 40    | 10 a 14 | 24    |
| 36    | 5 a 9   | 44    |
| 24    | 0 a 4   | 28    |

## Economia
El 2007 la població en edat de treballar era de 658 persones, 436 eren actives i 222 eren inactives. De les 436 persones actives 406 estaven ocupades (225 homes i 181 dones) i 30 estaven aturades (9 homes i 21 dones). De les 222 persones inactives 86 estaven jubilades, 48 estaven estudiant i 88 estaven classificades com a «altres inactius».

### Ingressos
El 2009 a Lanquetot hi havia 401 unitats fiscals que integraven 1.037,5 persones, la mediana anual d'ingressos fiscals per persona era de 18.062 €.

### Activitats econòmiques
Dels 15 establiments que hi havia el 2007, 5 eren d'empreses de construcció, 2 d'empreses de comerç i reparació d'automòbils, 1 d'una empresa d'hostatgeria i restauració, 1 d'una empresa immobiliària, 2 d'empreses de serveis, 2 d'entitats de l'administració pública i 2 d'empreses classificades com a «altres activitats de serveis».
Dels 7 establiments de servei als particulars que hi havia el 2009, 1 era un taller d'inspecció tècnica de vehicles, 1 guixaire pintor, 1 fusteria, 2 lampisteries i 2 perruqueries.
Dels 2 establiments comercials que hi havia el 2009, 1 era una botiga de menys de 120 m² i 1 una fleca.
L'any 2000 a Lanquetot hi havia 13 explotacions agrícoles que ocupaven un total de 432 hectàrees.

## Equipaments sanitaris i escolars
L'únic equipament sanitari que hi havia el 2009 era una ambulància.
El 2009 hi havia una escola elemental integrada dins d'un grup escolar amb les comunes properes formant una escola dispersa.

## Poblacions més properes
El següent diagrama mostra les poblacions més properes.